# Clicker Heroes
Clicker Heroes ist ein Clicker Game, entwickelt von Playsaurus und 2014 zunächst für den Browser und 2015 für mobile Geräte veröffentlicht. Clicker Heroes ist ein Free-to-play-Spiel mit optionalen Mikrotransaktionen.

## Spielprinzip und Technik
Dem Spieler wird jeweils ein Gegner eingeblendet. Durch Anklicken fügt er diesem Schaden zu, bis dessen Lebenspunkte unter Null sinken und er stirbt. Der Gegner wehrt sich dabei nicht; das Spieleblog Boobs and Bullets bezeichnete den Prozess daher als „Totknüppeln“. Sobald ein Gegner gestorben ist, lässt er etwas Gold fallen, das benutzt werden kann, um Helden zu kaufen und diese zu verbessern. Sobald ein Held gekauft wurde, erhöht sich der vom Spieler bewirkte Schaden an Gegnern. Helden greifen automatisch Gegner an, so dass der Spieler selbst nichts mehr tun muss und den Helden beim Spielen zusehen kann.
Nach einer gewissen Anzahl getöteter Gegner steigt der Spieler eine Zone auf. Am Ende jeder fünften Zone erwartet den Spieler ein Endgegner, der binnen 30 Sekunden getötet werden muss; im Falle eines Misserfolgs muss der Spieler die Zone erneut beginnen. Insgesamt gibt es 3600 Zonen. Das Ziel ist, eine Währung namens „Hero Souls“ zu erhalten, die benötigt wird, um mächtige Helden namens „Ancients“ zu kaufen. Ab Zone 105 haben die Bosse eine 25-%-Chance, „Primal-Bosse“ zu sein. Das bedeutet: Bei ihrem Tod lassen sie „Hero Souls“ fallen. In jeder hundertsten Zone ist ein garantierter „Primal-Boss“. Zusätzlich erhält der Spieler für jeden 2000. Helden-Level eine „Hero Soul“. Die erhaltenen „Hero Souls“ sind nicht sofort verfügbar. Der Spieler muss den Helden „Amenhotep“ und seine Fähigkeit „Ascension“ kaufen. Durch das Einsetzen dieser Fähigkeit setzt sich das Spiel zurück und man muss von Zone 1 erneut beginnen. Durch das Zurücksetzen erhält man die gesammelten „Hero Souls“. Die Ancients, welche eine Art Statuen sind, die man dadurch kaufen kann, sind dauerhaft innerhalb einer „Transcendence“. Durch das Kaufen dieser Statuen wird das Spiel etwas leichter und so erreicht der Spieler eine höhere Zone, bevor er das Spiel erneut „ascenden“ muss. Sobald man genügend „Hero Souls“ gesammelt hat, kann man „transcenden“. Dabei setzt sich das Spiel komplett zurück; so verliert man dabei auch seine Statuen, jedoch erhält man Zugang zu den „Outsiders“, die die Kraft der Statuen stark erhöhen.
Mit Hilfe der alternativen Währung „Rubies“, die der Spieler in einem Shop erwerben kann, kann er im Spiel Zusatzinhalte kaufen. Diese reichen von optischen Veränderungen der Helden ohne Einfluss auf das Spielgeschehen über temporär verfügbare Fähigkeiten bis hin zu zusätzlichen Helden. Die Zusatzinhalte können das Spiel vereinfachen, sind aber keine Voraussetzung zur Erreichung des Spielziels.

## Produktionsnotizen
Im August 2014 wurde das Spiel auf Kongregate veröffentlicht und im September 2014 auf Armor Games. Es ist damit das nach AdVenture Capitalist, das im Mai 2014 erschien, das zweite Spiel in der Geschichte des Clicker-Game-Genres. Im Mai 2015 wurde es über die Vertriebsplattform Steam veröffentlicht. Für Android und IOS kam es im August 2015 auf den Markt. Die Version 1.0 wurde im Juni 2016 veröffentlicht. Im März 2017 wurde Clicker Heroes als erstes Clicker Game weltweit für Spielkonsolen veröffentlicht. Im Juli 2018 erschien die Fortsetzung Clicker Heroes 2.

## Rezeption
Clicker Heroes erhielt gemischte bis positive Bewertungen. Die Rezensionsdatenbank GameRankings aggregiert 3 Rezensionen zu einem Mittelwert von 70 %.
Das US-Magazin Kotaku bezeichnete das Spiel als „perfekte Ablenkung im Büro“ und „immens kompakten Produktivitätskiller“. Rock, Paper, Shotgun lobte die optische und akustische Präsentation des Spiels und erkannte ein Suchtpotenzial für bestimmte Spielertypen, die es reizvoll finden, eine optimale Strategie für einen schnellen Aufstieg im Spiel zu ermitteln. Für sich selbst wertete Redakteur Graham Smith aber, Clicker Heroes appelliere an dieselben Triebe wie Diablo, sei aber um alle entscheidenden Faktoren wie Erforschung und Kämpfe reduziert worden. Es biete mithin beim Spielen nur die Illusion, etwas zu erreichen, und sei in Summe „total seelenlos“. Das auf Spiele für mobile Endgeräte spezialisierte Portal Gamezebo stellte heraus, dass Clicker Heroes innerhalb des Genres Clicker Game eine mittlere Spieltiefe aufweise. Es sei zwar komplexer, als es zunächst den Anschein habe, könne aber mit modernen Clicker Games, die über aus Rollenspielen bekannte Eigenschaften wie Charakter-Entwicklung oder Quests verfügen, nicht mithalten könne. Das Magazin wertete, im Rahmen der Limitationen des Genres mache es Spaß, die großen und bunten Gegner in Clicker Heroes zu verprügeln.
Im Mai 2015 erreichte Clicker Heroes Platz 4 der Steam-Liste der meisten Spieler pro Spiel, vor dem einen Monat zuvor für PCs erschienenen Grand Theft Auto V.